# Кепріана
Кепріана (рум. Căpriana) — село у Страшенському районі Молдови. Утворює окрему комуну.

## Населення
За даними перепису населення 2004 року у селі проживали 2362 особи.
Національний склад населення села:
| Національність       | Кількість осіб | Відсоток   |
| -------------------- | -------------- | ---------- |
| молдавани румуни     | 2326 12        | 98,5% 0,5% |
| українці             | 12             | 0,5%       |
| росіяни              | 8              | 0,3%       |
| болгари              | 2              | 0,1%       |
| гагаузи              | 1              | < 0,1%     |
| інша / без відповіді | 1              | < 0,1%     |
| Всього               | 2362           | 100%       |